# عبد الله الهبطي
عبد الله الهبطي (مواليد 890 هـ / 1485م - 963 ) هو أبو محمد عبد الله بن محمد الصنهاجي الهبطي. يعرف بـالهبطي الكبير، تمييزا له عن ابنه محمد المعروف بـمحمد الهبطي الصغير.

## نشأته
ولد عبد الله الهبطي بقرية اهباطة من قبيلة سماته، إحدى قبائل شمال المغرب، على بعد نحو 50 كيلومترا من مدينة العرائش، وعاش أبو عبد الله الهبطي العصر الوطاسي، وكان مولده بعد احتلال البرتغال لطنجة بحوالي أربع عشرة سنة ، ويبدو أن التوسع الذي كانت تقوم به القوات البرتغالية لتضيف مناطق جديدة إلى مراكز احتلالها تشمل شمال المنطقة التي كانت تسكن بها أسرة عبد الله الهبطي ،فاضطرت هذه الأسرة إلى الجلاء والنزوح فنزحت تحت رعاية أخيه مسعود بن محمد الهبطي ، ومسعود هذا كان قد مكث في سجن البرتغاليين عشرين سنة ، وبعد ما ساعدت الظروف على خلاصه من قبضة البرتغاليين هاجر بالأسرة إلى الجبال الغمارية التي كانت في هذه الفترة قد نظمت بها حركات جهادية للمقاومة. ونزلت الأسرة أولا بقرية تيجساس من قبيلة بني زيان بجبال غمارة التي بها أتم الشيخ عبد الله الهبطي حفظ القرآن الكريم وشرع يدرس مبادئ العلوم ، وبعد مدة يسيرة من الزمن انتقلت أسرة الهبطي من قرية تيجساس إلى قرية تلمبوط ببقبيلة بني زجل التي كانت المنطلق لقراءته على عدة شيوخ ،كان في مقدمتهم الشيخ عبد الله القسطالي ــ الشدادي الزجلي وهو شيخه في القرآت والتفسير وعلوم القرأن الكريم ولازمه الهبطي ما يزيد عن ست سنين وتوطدت بين الشيخ القسطالي وتلميذه علاقة متينة ،وكا ن شيخه هذا يقدر مواهبه وجديته ،واستقامته، ونظرا لهذه العلاقة الطيبة ،كان الشيخ الهبطي لا ينقطع عن زيارة شيخه القسطالي بالرغم من تنقلاته العديدة وأسفاره الطويلة ـ 2 ـ شيخه أبو العباس أحمد الزقاق (ت920 هـ) الذي أخذ عنه علم الفقه والتوحيد وكان هذا الشيخ يحب تلميذه حبا كبيرا وتوطد هذا الحب من اليوم الذي سئل فيه الشيخ الزقاق عن مسألة وهو في حلقة الدرس فأجاب فيها على الفور ،لكن السائل طلب من الأستاذ الدليل فتأخر قليلا من أجل البحث عن الدليل فإذا بتلميذه عبد الله الهبطي يجيب عن شيخه الزقاق ففرح بهذا التدخل فرحا كبيرا ،ومن هذه اللحظة توطدت بينهما علاقة طيبة واستمرت هذه العلاقة الودية قائمة بين أسرة الزقاق والشيخ عبد الله الهبطي مدة غير قصيرة ،ـ 3ـ شيخه العلامة أبو العباس أحمد بن محمد العبادي التلمساني (ت(931هـ الذي ورد على فاس أيام السلطان محمد الشيخ الملقب بالبرتغالي (ت910) هـ وقدم هذا الشيخ للتدريس بالقرويين ،وتخرج على يديه عدد كبير من العلماء ـ 4ـ الشيخ عبد الرحيم بن يجبش التازي الذي أحب الشيخ عبد الله الهبطي وقربه إليه ،غير أن الموت فارقه عن الحياة وذلك سنة (920 هـ) ونظرا لقصر الزمن الذي لم يسمح للشيخ الهبطي بالاستفادة من شيخه التازي فارق تازة واتصل بالشيخ الكبير عبد الله الغزواني الذي كان يشار إليه بالبنان في علم التصوف ،وبعد هذه الجولة عاد الشيخ الهبطي إلى جبال غمارة بعد أن تشبع بالأفكار الصوفية ،وبمجرد وصوله إليها قام بزيارة صديقه العلامة الشيخ أبي القاسم بن خجو (ت956هـ) فرحب به شيخه ترحيبا يليق بقيمته العلمية والأخلاقية وأكرمه وأخذ يسأله عن طول غيبته ،فانطلق الشيخ عبد الله الهبطي يعدد له محاسن التربية الصوفية ويرفع من شأنها وقيمتها غير أن ابن خجو قام في وجهه وعارضه في هذه البضاعة الصوفية ،لكن الهبطي كان يتمتع بالتسامح حيث تركه يعبر بحرية تامة دون انفعال ،وطال الحوار بين الصديقين ،وأخذ كل منهما يحتج بما لديه من النصوص ،ولم ينته الحوار بينهما إلا بعد مراجعة ثلاثين كتابا ،من خزانة الشيخ ابن خجو الذي كان عنيفا في أول الأمر إلى درجة أنه قال للهبطي يهون علي أن أراك يهوديا أو نصرانيا ،ولا أراك متعلقا بأذيال هؤلاء القوم، غير أن الشيخ الهبطي ما زال يقنع صاحبه ويبطل حججه ،ويبين له فوائد التربية الصوفية السليمة إلى أن أقنعه ،والغريب في الأمر هو أنه بعد مدة قليلة من هذا الحوار سنرى الشيخ أبا القاسم بن خجو يتحول إلى مدافع عن الصوفية ،بعد ما عارض صاحبها بنقاش ساخن جدا ،ــ وهو الفقيه الكبير الشهير والمفتي الأكبر بمنطقة شمال المغرب ،وبلاد الهبط ــ ويؤلف في ذلك كتابه :(ضياء النهار المجلى لغمام الأبصار في نصرة أهل السنة الفقراء الأخيار)بل سنرى الشيخ بن خجو بالرغم من تضلعه في العلوم الدينية ،وتفوقه في السن يتخذ من صديقه عبد الله الهبطي شيخه في التربية الصوفية ،وبهذا اللقاء الفكري والعلمي حصل بينهما تقارب كريم ،وهو تزوج الشيخ الهبطي بأخت بن خجو ،وبهذه المصاهرة شد كل منهما في الآخر وخرجا معا يتجولان في القبائل والمداشر يأمران بالمعروف وينهيان عن المنكر ،وقبل خروجهما للوعظ والإرشاد عين الشيخ الهبطي زوجته بالمواهب لتعليم النساء ودعوتهن إلى الله وإرشادهن إلى الطريق المستقيم.

## دعوته
كان يتمتع بنشاط كبير في هذا الشأن ،كما أنه أصبح يتحرك بنفسه في القبائل والمداشر التي كان يرى أنها في حاجة إلى إصلاح شؤونها الدينية ولم يشرع الشيخ في عمله حتى اتخذ لنفسه أساليب مختلفة تعينه على القيام بالواجب ومن أساليب دعوته في محاربة العوائد الضالة أنه كان يتصل بأعيان كل قبيلة يصل إليها ويعقد معها جلسات طويلة ويجمع الناس حوله ،ويسألهم بصفة خاصة عن مبادئ الإسلام وعن قواعد الإيمان والتوحيد ويسألهم كذلك عن الطهارة الكبرى والصغرى وعن أحكام الحيض والنفاس والعدة وغير ذلك من الأحكام الفقهية الضرورية.وهو مع ذلك كان يعظ الناس ويرشدهم إلى طريق الحق ويبشرهم بالخير إذا هم عملوا بما جاء في القرآن والسنة ،وينذرهم بالشر إذا هم خرجوا عن الجادة والطريق المستقيم ،وكان الشيخ الهبطي لا يغادر المكان الذي توجه إليه ،إلا بعد أن ياخذ العهد من الأعيان والوجهاء على التزام الطريق المستقيم وعلى إقامة الصلوات في أوقاتها ،وفي نفس الوقت كان يطلب منهم أن يبتعدوا عن استعمال الربا في المعاملات التجارية وغيرها ،وكان لا يكتفي بالكلام الشفوي ،بل كان يكتب وثيقة التزام في نسختين ،فيأخذ هو واحدة ،ويترك الثانية عند أعيان الجماعة وكان من عادة الشيخ الهبطي أنه إذا قصد مدشرا يقصد المسجد قبل كل شيء ،فإذا لم يكن به مسجد يقوم هو وجماعته إلى بنائه ،وهنا لم يجد السكان إلا أن يساعدوه ،وكان من عادته أيضا أنه لا يغادر المجموعة السكنية التي قصدها إلا إذا حارب فيها العوائد الضالة بأية وسيلة يراها ناجحة ،فإذا كان الغالب على أهل المدشر مثلا تعاطي الخمور ،فإنه كان يعمل على الاتصال بمن يباشر عصرها أوخزنها ،ويتلطف معهم ويحذرهم ،ولا يخرج من المدشر إلا إذا أريقت الخمور وتاب العاملون فيها ،وفي هذا الشأن يقول ولده محمد الصغير الهبطي:(ت1001هـ)بأن والده أراق في سنة واحدة ما يزيد عن ألفين من الدنان كما قام الشيخ الهبطي بمحاربة ظاهرة الاختلاط بين الرجال والنساء كاختلاطهم في الأعراس والولائم والحفلات والمواسم وعلى شاطئ النهر أو ساحل البحر أو غير ذلك من الأماكن السافلة واشتد انتقاده على الذين يشجعون على خلق الشهوات وهكذا استمر الداعية الصوفي الشيخ عبد الله الهبطي في تطهير الشمال المغربي من عوائد ضالة كانت منتشرة فيه ،كظاهرة الوشم التي كانت متفشية في المجتمع الغماري في ذلك العصر ،مستعينا بقصائده التي فضح فيها أعمالهم الهابطة ،وأخلاقهم السافلة ،وبعزمه القوي استطاع أن يقضي على هذه الظاهر ة بالمرة وأصبحت في خبر كان ،وبالإضافة إلى منظومات الشيخ عبد الله الهبطي التي كانت تشخص الأمراض الاجتماعية وتحذر منها وتصف الدواء الناجع لها ،كان ـ ـ يبعث برسائله إلى مختلف الجهات يحث فيها على جهاد الصليبيين وينادي بوجوب جمع الشمل ووحدة الكلمة والرجوع إلى كتاب الله وسنة رسوله صلى الله عليه وسلم ،كما كان يبعث بهذه الرسائل إلى الفقهاء والأعيان وإلى الطلبة طالبا منهم قراءتها في المساجد على مسامع الناس وبحضورهم ليكون تأثيرها في قلوبهم أبلغ .

### العقيدة
كان يركز أثناء دعوته على قضايا العقيدة لأنه كان يرى أن جهل الناس بالتوحيد الخالص يقلل من إيمانهم ،فكان يرى أن ما يتخبط فيه مجتمع القرن العاشر الهجري من انحراف عائد إلى ضعف الإيمان بالله، الذي ينشأ عنه انزلاق الناس في مستنقع المحرمات ويجردهم من الأخلاق والفضائل وكان يرى أن هذا الانحراف يتخبط فيه سائر الناس ،ولذلك وجه الشيخ عبد الله الهبطي في منظوماته العديدة لومه وتأنيبه إلى : طبقة الأمراء والحكام وطبقة الفقهاء والقضاة والعدول وطبقة المتصوفة وطبقات العوام من نساء ورجال. وقد بين عبد الله الهبطي انحراف كل طبقة على حدة ،وانتقد عليها وعلى العادات السيئة التي التصقت بها والتي أصبحت شائعة فيما بينها، ويؤكد هذا الانحراف أن سببه عائد إلى نقصان الإيمان الحقيقي، ومن هنا نصب نفسه لتعليم التوحيد ـ لا للطلبة فقط ـ بل للعوام رجالا ونساء ولصغار التلاميذ ،واستعمل الشيخ الهبطي مع هؤلاء أسلوبا مبسطا خاصا بهم وحسب مستواهم، ويظهر من تبسيط ما يعلمه الشيخ عبد الله الهبطي للمتعلمين أنه كان على اطلاع بعلم التربية وهذا ـ على ما يظهرـ ما جعله يحب مهنة الدعوة باعتبار أنها تعتمد على وسائل التفهيم والتعليم، وبهذا السلوك التربوي الفعال يكون الشيخ عبد الله الهبطي قد نجح في الرفع من مستوى الإيمان الذي حول المنطقة الغمارية إلى مجتمع يعرف دينه وعقيدته على الوجه المطلوب، كان الشيخ الهبطي يرى أن ضعف الإيمان بمناطق الشمال يرجع لعوامل مختلفة منها :ـ الغزو الصليبي الذي تعرضت له البلاد ،والذي نتج عنه سقوط أهم الثغور المغربية في يد العدو وبمعرفة هذه الحقيقة يسهل إدراك مغزى دعوة عبد الله الهبطي وأمثاله إلى وجوب تثبيت العقيدة في نفوس الناس وأذهانهم، وبالإضافة إلى أخطار الغزو الصليبي الذي كانت تعاني منه البلاد كان هناك جهل متوارث ببعض المناطق بمبادئ الدين وتعاليمه، وهذا الجهل نفسه هو الذي ساعد على تفشي الانحراف وعلى طغيان العوائد الضالة. لهذا نجد الشيخ عبد الله الهبطي قد جند نفسه في القرن العاشر الهجري:1ـ لمحاربة الجهل والعوائد الضالة 2ـ ميدان التحريض على الجهاد وتبصير الناس بعواقب الاحتلال الصليبي وبأخطاره وأضراره على مناطق الشمال وغيرها.

## منتقدوه
تعرض عبد الله الهبطي لكثير من المتاعب والمضايقات أثناء تحركاته ودعوته ومن الذين واجهوه بما يكره ،الحكام والأمراء والوجهاء والفقهاء والقضاة وغيرهم ،ونجد ابن عسكر يشير في الدوحة إلى أن القائد محمد بن علي قد تعدى عليه كثيرا وقال محمد الصغير أن والده رفض هدية قدمها له القائد محمد بن على ،فدفعها للفقراء بمجرد وصولها إليه ويقول أصحاب الحق إن الهبطي تعرض للضرب والإهانة والسجن ولكثير من البلايا والمحن ومن الذين باشروه بالأذى القاضي محمد بن أحمد ،والوالي محمد بن علي. إلى أن أصيب بمرض الشلل في آخر حياته ،ومع ذلك لم ينقطع عن متابعة حلقات دروسه ،ويقول ولده محمد الصغير أن والده قد نشط في هذه المرحلة من آخر حياته ،حيث أصبحت مجالسه العلمية متوالية وفي غير انقطاع.